# Championnat des îles Vierges britanniques de football 2012-2013
Navigation
Saison précédente Saison 2016-2017
La saison 2012-2013 du Championnat des îles Vierges britanniques de football est la quatrième édition de la BVIFA Football League, le championnat de première division des îles Vierges britanniques. La compétition est réorganisée cette saison et permet de déterminer les six clubs qui participeront au championnat la saison suivante : les douze formations engagées sont réparties en deux poules où elles s'affrontent deux fois. Les deux premiers se qualifient pour la phase finale tandis que les trois derniers sont relégués en division inférieure.
C'est le Islanders Football Club, triple tenant du titre, qui remporte à nouveau la compétition cette saison après avoir battu One Love United lors de la finale. C’est le troisième titre de champion des îles Vierges britanniques de l'histoire du club.

## Les clubs participants
- Islanders Football Club
- Sugar Boys FC
- Lucian Stars FC
- One Love United
- Panthers FC
- East End Eagles
- Rebels FC
- Wolues FC
- Virgin Gorda United
- Virgin Gorda Ballstars
- Old Madrid FC
- Haitian Stars

## Compétition
Le barème de points servant à établir les classements se décompose ainsi :
- Victoire : 3 points
- Match nul : 1 point
- Défaite : 0 point

### Première phase
| Rang | Équipe                   | Pts | J | G | N | P | Bp | Bc | Diff |  | Résultats (▼ dom., ► ext.) | Isl | Bal | Sug | OMa | EEE  | Luc |
| ---- | ------------------------ | --- | - | - | - | - | -- | -- | ---- |  | -------------------------- | --- | --- | --- | --- | ---- | --- |
| 1    | Islanders Football ClubT | 25  | 9 | 8 | 1 | 0 | 36 | 5  | +31  |  | Islanders Football ClubT   |     | 0-0 | 4-3 | 4-0 | 12-1 |     |
| 2    | Virgin Gorda Ballstars   | 13  | 9 | 4 | 1 | 4 | 12 | 12 | 0    |  | Virgin Gorda Ballstars     | 0-6 |     | 1-0 | 2-0 | 5-2  | 3-0 |
| 3    | Sugar Boys FC -6         | 12  | 9 | 6 | 0 | 3 | 26 | 11 | +15  |  | Sugar Boys FC -6           | 0-2 | 2-1 |     | 5-0 | 3-1  | 5-1 |
| 4    | Old Madrid FC            | 12  | 9 | 4 | 0 | 5 | 14 | 21 | -7   |  | Old Madrid FC              | 0-3 | 1-0 | 1-4 |     | 1-0  |     |
| 5    | East End Eagles          | 6   | 9 | 2 | 0 | 7 | 10 | 29 | -19  |  | East End Eagles            | 1-2 | 1-0 | 0-4 | 1-2 |      |     |
| 6    | Lucian Stars FC abandon  | 0   | 5 | 0 | 0 | 5 | 3  | 23 | -20  |  | Lucian Stars FC abandon    | 0-3 |     |     | 2-9 | 0-3  |     |

| Rang | Équipe              | Pts | J  | G | N | P | Bp | Bc | Diff |  | Résultats (▼ dom., ► ext.) | OLo | Reb | Wol | Pan | Hai | Uni |
| ---- | ------------------- | --- | -- | - | - | - | -- | -- | ---- |  | -------------------------- | --- | --- | --- | --- | --- | --- |
| 1    | One Love United     | 23  | 10 | 7 | 2 | 1 | 19 | 8  | +11  |  | One Love United            |     | 2-0 | 2-3 | 0-0 | 1-0 | 3-0 |
| 2    | Rebels FC           | 19  | 10 | 6 | 1 | 3 | 16 | 9  | +7   |  | Rebels FC                  | 1-3 |     | 1-0 | 3-0 | 4-0 | 2-0 |
| 3    | Wolues FC           | 17  | 10 | 5 | 2 | 3 | 23 | 14 | +9   |  | Wolues FC                  | 1-3 | 1-2 |     | 1-1 | 2-2 | 6-0 |
| 4    | Panthers FC         | 14  | 10 | 3 | 5 | 2 | 17 | 16 | +1   |  | Panthers FC                | 2-2 | 2-1 | 1-4 |     | 2-2 | 5-0 |
| 5    | Haitian Stars       | 7   | 9  | 1 | 1 | 4 | 11 | 17 | -6   |  | Haitian Stars              | 1-2 | 1-1 | 1-2 | 2-2 |     |     |
| 6    | Virgin Gorda United | 0   | 9  | 0 | 0 | 9 | 3  | 25 | -22  |  | Virgin Gorda United        | 0-1 | 0-1 | 1-3 | 1-2 | 1-2 |     |

|  | Qualification pour la phase finale |
|  | Relégation en division inférieure  |
|  | Abandon en cours de saison         |
|  | T : Tenant du titre                |

### Phase finale

#### Demi-finales
| 3 mars 2013 | One Love United                       | 2 - 3 | Virgin Gorda Ballstars                           | Sherly Ground, Road Town |  |
|             | Odaine Read 4e (pen.) · Sylvan Wynter |       | 11e (60) Wakendale Laurent · 75e Alvin St. Ville |                          |  |

- Virgin Gorda Ballstars gagne la rencontre sur le terrain mais et exclu du championnat avant la finale, après avoir aligné quatre joueurs des Îles Vierges des États-Unis lors des deux dernières journées de la phase de poules et lors de la demi-finale. Ils ne peuvent pas disputer la finale  où ils sont remplacés par One Love United.

| 3 mars 2013 | Islanders Football Club                               | 3 - 0 | Rebels FC | Sherly Ground, Road Town |
|             | Carlos Septus 50e · Williams 65e · Valdo Anderson pen |       |           |                          |

#### Finale
| 17 mars 2013 | Islanders Football Club                 | 3 - 2 | One Love United                 | Sherly Ground, Road Town |  |
|              | Rohan Lenon 4e, 9e · Valdo Andersen 33e |       | 6e Richard Morgan · David Grant |                          |  |
|              | (Rapport)                               |       |                                 |                          |  |

## Bilan de la saison
| Championnat des îles Vierges britanniques de football 2012-2013 | |
| Champion                                                        | Islanders Football Club (4e titre)                                                                 |
| Qualifications continentales                                    | |
| CFU Club Championship 2014                                      | Aucun                                                                                              |
| Promotions et relégations                                       | |
| Promus en BVIFA Football League                                 | Aucun                                                                                              |
| Relégués                                                        | Virgin Gorda Ballstars East End Eagles Lucian Stars Panthers FC Haitian Stars Virgin Gordan United |